# إينار إريكسن
اينار إريكسن (بالنرويجية البوكمول: Einar Eriksen)‏ هو محرر وصحفي نرويجي، ولد في 4 مارس 1933.